# Загинайло Анатолій Георгійович
Анато́лій Гео́ргійович Загина́йло (нар. 5 серпня 1935, Одеса, Українська РСР, СРСР — пом. 8 липня 1996, Одеса, Україна) — український історик, археолог, нумізмат

## Життєпис
Анатолій Георгійович Загинайло народився 5 серпня 1935 року в українському місті Одеса, що тоді входило до складу Української РСР СРСР.
Закінчив історичний факультет Одеського державного університету ім. І. І. Мечникова (1958), працював завідувачем нумізматичного відділу Одеського археологічного музею (1958—1961). Після закінчення аспірантури (1964 року, керівник — професор Петро Каришковський) захистив в Інституті археології АН СРСР (Москва) кандидатську дисертацію «Грошовий обіг у Західному та Північно-Західному Причорномор'ї в VI—IV ст. до н. е.» (1970 рік); старший викладач, доцент (1964—1988) і завідувач кафедри історії стародавнього світу та середніх віків (1988—1993) того ж університету.
Дослідник античної археології, історії та нумізматики Нижнього Придністров'я, зокрема міста Ніконія. Тут, під наглядом доцента Михайла Синіцина, він зробив перші кроки у польових дослідженнях, які не припиняв (з незначними перервами через хворобу) протягом багатьох років, а у 1973, 1981—1982 роках провів розкопки ще одного давньогрецького поселення регіону — Овідіополь ІІ.
Протягом 1960 — 1980-х років брав участь у наступних археологічних експедиціях: у с. Орловка (Картал) Ренійського району Одеської області, Дунай-Дністровської, Березанської, Ольвійської, Федосійської тощо. На теренах Одещини самостійно і у складі інших експедицій розкопав декілька курганів.
Очолював експедицію «Південна», яка дослідила поселення Воронівка ІІ епохи пізньої бронзи (1983—1984 роки, Комінтернівський район Одеської області).
Автор понад 60 наукових праць і цінної неопублікованої документації археологічних розкопок, що зберігається у фондах Інституту археології та Одеського археологічного музею НАН України.
Поєднував наукову роботу з педагогічною діяльністю: викладав курси археології, історії Стародавньої Греції та Риму, а також декілька спецкурсів.
Був членом правління Одеського археологічного товариства та Одеського областного відділення Українського товариства охорони пам'яток історії та культури .

## Наукові праці

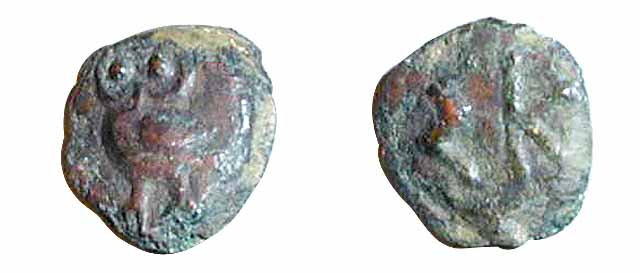
Монета царя Скіла із Ніконія.

- Загинайло А. Г. Золотая боспорская монета Митридата Евпатора // Краткие сообщения Одесского государственного археологического музея 1961. — Одесса, 1963. — С. 113—118.
- Головко И. Д., Бондарь Р. Д., Загинайло А. Г. Археологические исследования у с. Орловка Болградского района Одесской области // Краткие сообщения Одесского государственного археологического музея 1963. — Одесса, 1965. — С. 68-80.
- Загинайло А. Г. К вопросу о некоторых медных монетах Истрии // Краткие сообщения Одесского государственного археологического музея 1963. — Одесса, 1965. — С. 167—173.
- Загинайло А. Г. Висунцовский клад серебряных монет Истрии, найденный в 1951 г. (К вопросу о ранних выпусках истрийского серебра) // Записки Одесского археологического общества. — 1967. — Т. II (35). — С. 60-75.
- Загинайло А. Г. Монетные находки на Роксоланском городище (1957—1963 гг.) // Материалы по археологии Северного Причерноморья. — 1966. — Вып. 5. — С. 101—114. [Архівовано 20 серпня 2016 у Wayback Machine.]
- Субботин Л. В., Загинайло А. Г., Шмаглий Н. М. Курганы у с. Огородное // Материалы по археологии Северного Причерноморья. — 1970. — Вып. 6. — С. 130—155.
- Загинайло А. Г. Денежное обращение в Западном и Северо-Западном Причерноморье в VI—IV в. до н.э. Автореф. дисс. … канд. ист. наук. М., ИА АН СССР, 1970. — 24 с.
- Загинайло А. Г. К вопросу об экономических связях Северо-западного побережья Черного моря в VI—IV вв. до н. э. по нумизматическим данным // XV Наукова конференція Інституту археології АН УРСР. Тези пленарних i секційних доповідей. — Одеса, 1972 — С. 227—230.
- Загинайло А. Г.,Черняков И. Т., Субботин Л. В. Исследования древнего Никония // Археологические открытия 1972 г. — М.: Наука, 1973. — С. 280—281.
- Загинайло А. Г. Работы Скифо-античной экспедиции // Археологические открытия 1974 г. — М.: Наука, 1975. — С. 278—279.
- Загинайло А. Г. Предпосылки возникновения денежного обращения в Северо-Западном Причерноморье (к вопросу о зарождении денежного обращения и экономических связях Северо-Западного и Западного Причерноморья в VI—IV в. до н.э. по нумизматическим данным) // Археологические и археографические исследования на территории Южной Украины. — Киев — Одесса, 1976. — С. 162—171.
- Добролюбский А. О., Загинайло А. Г. Опыт сводного картографирования археологических памятников (на материалах юго-западных районов Одесской области) // Археологические и археографические исследования на территории южной Украины. — Киев-Одесса, 1976. — С. 92-112.
- Загинайло А. Г. Никоний и проблемы греческой колонизации Нижнего Поднестровья // Проблемы греческой колонизации Северного и Восточного Причерноморья. Материалы I Всесоюзного симпозиума по древней истории Причерноморья, 4-11 мая, 1977 г. — Тбилиси: Мецниереба, 1979 . — С. 88-89.
- Загинайло А. Г. Каменский клад стреловидных литых монет // Нумизматика античного Причерноморья. — Киев: Наукова думка, 1982. — С. 20-27.
- Загинайло А. Г. Открытие оборонительной стены в Никонии (предварительное сообщение) // Новые археологические исследования на Одесщине. — Киев: Наукова думка, 1984 . — С. 74-79.
- Загинайло А. Г. Охранные раскопки античного поселения Овидиополь ІІ // Памятники древней истории Северо-Западного Причерноморья. — Киев: Наукова думка, 1985. — С. 45-50.
- Загинайло А. Г., Черняков И. Т., Петренко В. Г. Каролино-Бугазский могильник // Новые исследования по археологии Северного Причерноморья. — Киев: Наукова думка, 1987 . — С. 99-108.
- Загинайло А. Г., Карышковский П. О. Монеты скифского царя Скила // Нумизматические исследования по истории Юго-Восточной Европы. — Кишинев: Штиинца, 1990.- С. З-15.

- Загинайло А. Г. Литые монеты царя Скила // Древнее Причерноморье. - Одесса, 1990. - С. 64-71.
- Ванчугов В. П., Загинайло А. Г., Кушнир В. Г., Петренко В. Г. Вороновка II. Поселение позднего бронзового века в Северо-Западном Причерноморье. — Киев: Наукова думка, 1991. — 94 с.
- Загинайло А. Г., Кушнир В. Г., Петренко В. Г., Ванчугов В. П., Косоглазенко К. А. Отчёт о работе новостроечной экспедиции «Южная — 1984» в 1984 г. // Архив ИА НАН України. — № 1984/125.

## Посилення
- Загинайло, Анатолий Георгиевич Электронный каталог [Архівовано 12 січня 2016 у Wayback Machine.] (рос.)
- Нынешним одесским студентам-историкам не повезло (рос.)

## Літаретура та джерела
- Сапожников І., Загинайло Анатолій Георгійович // Овідіопольский район: енциклопедичний довідник. — Одеса-Овідіополь: ВМВ, 2011. — С.120.

| Геродот | Це незавершена стаття про історика. Ви можете допомогти проєкту, виправивши або дописавши її. |